# Stara Studnica (gromada)
Stara Studnica – dawna gromada, czyli najmniejsza jednostka podziału terytorialnego Polskiej Rzeczypospolitej Ludowej w latach 1954–1972.
Gromady, z gromadzkimi radami narodowymi (GRN) jako organami władzy najniższego stopnia na wsi, funkcjonowały od reformy reorganizującej administrację wiejską przeprowadzonej jesienią 1954 do momentu ich zniesienia z dniem 1 stycznia 1973, tym samym wypierając organizację gminną w latach 1954–1972.
Gromadę Stara Studnica z siedzibą GRN w Starej Studnicy utworzono – jako jedną z 8759 gromad na obszarze Polski – w powiecie drawskim w woj. koszalińskim na mocy uchwały nr 43/54 WRN w Koszalinie z dnia 5 października 1954. W skład jednostki weszły obszary dotychczasowych gromad Stara Studnica, Sienica i Pępłówek ze zniesionej gminy Stara Studnica w powiecie drawskim oraz obszar dotychczasowej gromady Orla ze zniesionej gminy Hanki w powiecie wałeckim w tymże województwie. Dla gromady ustalono 9 członków gromadzkiej rady narodowej.
31 grudnia 1959 z gromady Stara Studnica wyłączono wieś Orla, włączając ją do gromady Hanki w powiecie wałeckim w tymże województwie (którą jednocześnie przekształcono w gromadę Mirosławiec), po czym gromadę Stara Studnica zniesiono, a jej (pozostały) obszar włączono do nowo utworzonej gromady Poźrzadło Wielkie w powiecie drawskim.